# 泽库虎耳草
泽库虎耳草（学名：Saxifraga zekoensis）为虎耳草科虎耳草属下的一个种。

## 扩展阅读
- 維基物種上的相關：泽库虎耳草